# Hollywood Bowl

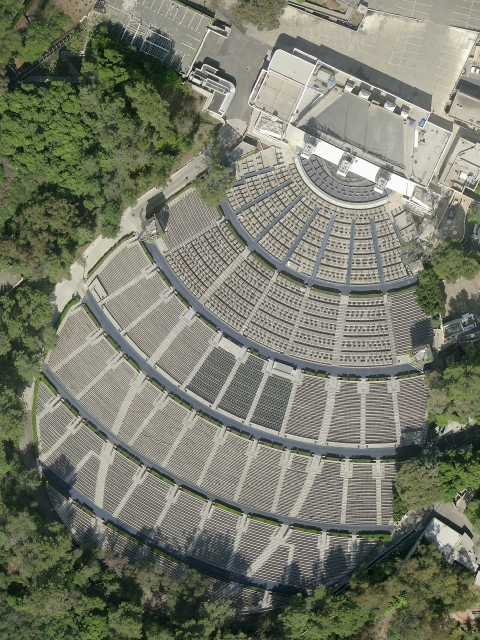

El Hollywood Bowl es un famoso anfiteatro en el distrito de Hollywood en Los Ángeles, California, con capacidad para 17 500 espectadores usado principalmente para eventos musicales, tanto clásicos como populares. Es considerado uno de los símbolos de California y ha sido popularizado en incontables películas y cortos.

## El anfiteatro
Es un símbolo de la ciudad con su escenario cubierto por una campana acústica de anillos concéntricos que se utilizó entre 1929 y 2003, tiene como fondo las colinas de Hollywood Hills con el cartel "Hollywood Sign".
Se inauguró el 11 de julio de 1922 y es la residencia veraniega oficial de la Orquesta Filarmónica de Los Ángeles bajo la dirección de Carlo Maria Giulini, Zubin Mehta, Esa-Pekka Salonen y actualmente Gustavo Dudamel.

## Cine
Aparece en las siguientes películas:
- A Star Is Born (1937)
- Hollywood Hotel (1937)[1]
- Double Indemnity (1944)
- Anchors Aweigh (1945) con Gene Kelly, Frank Sinatra, y Jose Iturbi.
- Hollywood or Bust (1956)
- Pink, Plunk, Plink (1966)
- Columbo: Étude in Black (1972)
- Xanadu (1980)
- Monty Python Live at the Hollywood Bowl (1982)
- Some Kind of Wonderful (1987)
- Lost & Found (1999)
- Shrek 2 (2004)
- Yes Man (2008)
- Laufey's A Night at the Symphony: Hollywood Bowl (2024)

## Televisión
Aparece en las siguientes series de TV:
- Californication (serie de televisión)|Californication]] (2008)
- The Beverly Hillbillies (1963)
- Sleeper Cell - Season 2 (2006)
- The Simpsons.
- Tom y Jerry[2]
- The new adventures of old Christine
- Iron Weasel
- Mozart in the Jungle.
- Colombo - Temporada 2, episodio 1

## Videojuegos
Aparece en el juego Grand Theft Auto V.